# Flavio Faganello
Flavio Faganello (Malé, 21 settembre 1933 – Trento, 1º ottobre 2005) è stato un fotografo, fotoreporter e giornalista italiano.

## Biografia
Flavio Faganello ha mosso i primi passi professionali nella fotografia pubblicitaria. Nel 1953 si è trasferito per un anno a Milano, dove ha lavorato per l'Agenzia Publifoto. Ritornato a Trento, ha avviato collaborazioni con i principali quotidiani della regione: Il Gazzettino, Alto Adige, l'Adige.

Da fotografo free-lance, si è poi affermato nell'ambito del reportage fotogiornalistico, documentando con sensibilità da etnografo i segni di una modernizzazione che in Trentino stava travolgendo usi e i costumi che erano rimasti immutati per secoli, con particolare attenzione rivolta alle asperità della vita dei villaggi montani. Esemplare a tale riguardo, il reportage realizzato a Ischiazza, frazione del comune di Valfloriana, abbandonato dai suoi abitanti dopo l'alluvione del torrente Avisio che aveva reso inabitabili le case. La fotografia simbolo del disastro, scattata da Faganello il 4 novembre 1966, mostra la singolare processione tra campi e boschi degli abitanti occupati nello sgombero degli oggetti sacri della chiesa. Questa storia, assieme ad altre storie simili riguardanti il fenomeno dell'esodo dei villaggi d'altura e di mezza costa del Trentino, è riportata in Solo il vento bussa alla porta, libro-inchiesta che ha segnato l'avvio del sodalizio editoriale tra Flavio Faganello, autore delle fotografie, e il giornalista Aldo Gorfer, autore dei testi.

Alcune delle pubblicazioni di Flavio Faganello hanno avuto per oggetto Trento, il capoluogo del Trentino dove egli è morto nell'ottobre del 2005.

## Premi e riconoscimenti
- Medaglia d’oro per il reportage sull’alluvione assegnatagli nel 1966 dal quotidiano La Nazione di Firenze.
- Premio Itas Letteratura di Montagna ottenuto nel 1993 per il volume edito in proprio Trentino – Alto Adige. Il mio mondo.[3]

## Mostre
- Storie di una storia. Immagini dal Trentino Alto Adige, a cura Arturo Carlo Quintavalle, Museo Provinciale D’Arte, Trento, 1987.
- Paesaggio e arte del Trentino, Istituto Italiano di Cultura, Monaco, 1993.
- Partecipazione alla collettiva Heimat, Jüdisches Museum Wien (Museo Ebraico di Vienna), 1995.
- Immagini di un’alluvione, Palazzo Trentini, Trento, 1996.
- Storie Trentine, Museo Nazionale della Montagna, Torino, 1997.
- Spaventapasseri, Museo Tridentino di Scienze Naturali, Trento, 1998.
- Partecipazione alla collettiva Paesaggi Italiani del ‘900, Palazzo Reale, Milano.
- Contrapposizioni, Filmfestival della Montagna di Trento, Trento, 2000.
- La valle di Sole, Castello di Caldes, Caldes, 2000.
- Trento. Cronache 1950-2000, Palazzo Geremia, Trento, 2000.
- Il Basso Sarca. Le immagini raccontano, a cura del Sommolago, Arco, 2001.
- Flavio Faganello. Opere 1955-2005, Mart Palazzo delle Albere, Trento, 2006.

## Pubblicazioni
- (con Aldo Gorfer) Solo il vento bussa alla porta, Arti Grafiche Saturnia Editore, Trento, 1970.
- Storie di una storia. Immagini dal Trentino Alto Adige, testo di Arturo Carlo Quintavalle, catalogo mostra del Museo Provinciale di Trento, Mazzotta, Milano, 1986. ISBN 978-88-202-0697-0
- Hic sunt leones, Tipografia Stampalith, Trento, 1993.
- Spaventapasseri. Fantasmi d'autore, catalogo mostra del Museo Tridentino di Scienze Naturali, Trento, 1998.
- (con Franco de Battaglia) Trento. Cronache 1950-2000, catalogo mostra del Comune di Trento, Trento, 2001.
- con Aldo Gorfer, Gli eredi della solitudine. Viaggio nei masi di montagna del Tirolo del sud, Verona, Cierre, 2003, ISBN 978-88-83142055.
- (DE)  (con Aldo Gorfer) Die Erben der Einsamkeit. Südtiroler Bergbauern – Leben am Abgrund, Athesia, Bolzano, 2024, ISBN 978-88-6839-694-7.
- L'albero dell'amore. Graffiti su faggio, a cura di Roberto Festi e Michele Lanzinger, catalogo della mostra della Provincia Autonoma di Trento e del Museo Tridentino di Scienze Naturali, Trento, 2004.